# Économusée
Ne doit pas être confondu avec Écomusée.
Un économusée est une entreprise artisanale tenant à la fois de l'atelier et du musée permettant au public de rencontrer un artisan ou une artisane qui pratique un métier enraciné dans la tradition, mais qui s'inscrit dans la modernité,.

Logo de la Société du réseau Économusée

## Historique
Le concept d'économusée a été développé au Québec par Cyril Simard en 1992,, avec la formation de la Société du réseau Économusée. 
En 2007, les économusées canadiens ont compté 750 000 visiteurs et généré 33 millions de dollars en chiffres d'affaires.
En 2008, la Communauté européenne met en place un projet de 2,5 millions de dollars canadiens en collaboration avec la société internationale du réseau Économusée afin de mettre en place 18 économusées dans cinq régions européennes : Îles Féroé, Irlande du Nord, Islande, Norvège et Irlande.
En 2013, le réseau des économusées québécois comptait 33 établissements chapeautés par la Société du réseau Économusée.  Les provinces maritimes canadiennes (Nouveau-Brunswick, Nouvelle-Écosse et Terre-Neuve-et-Labrador comptaient quant à elles au total 17 économusées.
Depuis 2014, la Société du réseau Économusée publie un magazine annuellement.
En décembre 2020, le réseau comptait plus de 110 membres à travers le monde, incluant même un établissement à Haïti, dans les Caraïbes.